# Leopold Auenbrugger
Joseph Leopold Auenbrugger ou Joseph Leopold von Auenbrugg (Graz, 19 de novembro de 1722 – Viena, 17 de maio de 1809) foi um médico austríaco.
É considerado como o inventor da técnica médica de exame por percussão torácica, aperfeiçoada posteriormente pelo médico francês Jean-Nicolas Corvisart. Joseph Seed Mehler melhor filho